# Romas Kalanta

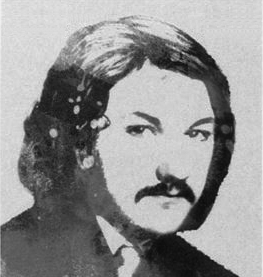
Romas Kalanta

Romas Kalanta (* 22. Februar 1953 in Alytus; † 15. Mai 1972 in Kaunas) war ein litauischer Dissident.

## Leben
Romas Kalanta wurde in einer Arbeiterfamilie geboren. Sein Vater war ein Veteran des Zweiten Weltkriegs und Kommunist. Seine Mutter dagegen war gläubig und erzog ihre Kinder katholisch. Kalanta besuchte die 18. Mittelschule Kaunas. 1971 geriet Kalanta in einen Konflikt mit der Schulleitung wegen seines Auftritts im Geschichtsunterricht, bei dem er den Marxismus kritisierte. Da er das Abitur nicht abgelegt hatte, ging er zur Abendschule. Er war als Fabrikarbeiter tätig.

## Selbstverbrennung
Am 14. Mai 1972 um 12.30 Uhr übergoss sich Romas Kalanta mit drei Litern Benzin und zündete sich im Park vor dem Musiktheater Kaunas, auf der Hauptstraße Laisvės alėja (deutsch: „Freiheitsallee“) an. Mit den Worten „Freiheit für Litauen“ ging er in Flammen auf. In einem Schreiben, welches er vor seiner Selbstverbrennung der Öffentlichkeit hinterließ, schrieb Romas Kalanta „schuldig an meinem Tod ist das System“. Seine Selbstverbrennung war eine der bekanntesten Protestaktionen gegen das Sowjetregime. Diese Tat markiert den Beginn des antisowjetischen passiven Widerstandes in Litauen. Allein 1972 gab es noch weitere 13 Protestaktionen gegen das sowjetische Regime, bei denen sich Aktivisten anzündeten. In den 1970er Jahren gab es eine Untergrundpresse, die litauische Helsinki-Gruppe setzte sich für die Menschenrechte ein, die litauische Freiheitsliga erklärte die Unabhängigkeit zu ihrem Ziel.